# Збылют, Кинга
Кинга Збылют (пол. Kinga Zbylut; род. 10 апреля 1995, Закопане, Новосонченское воеводство), в девичестве Миторай (пол. Mitoraj) — польская биатлонистка. Член женской сборной Польши по биатлону, сержант Вооружённых сил Польши.

## Биография
На крупных стартах по биатлону выступает с 2010 года. На Кубке мира дебютировала в сезоне 2014/2015. В декабре 2015 года набрала свои первые очки, финишировав на 39-м месте в спринте на этапе в шведском Эстерсунде.
24 августа 2018 года стала бронзовым призером чемпионата мира по летнему биатлону в смешанной эстафете. Незадолго до соревнований спортсменка вышла замуж и взяла себе фамилию Збылют.

### Участие в чемпионатах мира
| Год  | Место проведения | Инд | Спр | Пр | МС | Эст | См | Сусм |
| 2017 | ЧМ Хохфильцен    | —   | 67  | —  | —  | 7   | 23 | н/д  |
| 2019 | ЧМ Эстерсунд     | 67  | 66  | —  | —  | 7   | 9  | 23   |
| 2020 | ЧМ Антхольц      | 73  | 47  | 34 | —  | 7   | 17 | —    |
| 2021 | ЧМ Поклюка       | DNF | 69  | —  | —  | 6   | —  | —    |

### Кубок мира
| Сезон     | Место | Количество набранных очков |
| --------- | ----- | -------------------------- |
| 2015/2016 | 101   | 2                          |
| 2016/2017 | 101   | 1                          |
| 2018/2019 | 54    | 95                         |
| 2019/2020 | 56    | 68                         |
| 2020/2021 | 89    | 8                          |